# Hoya wallichii
Hoya wallichii är en oleanderväxtart som först beskrevs av Robert Wight, och fick sitt nu gällande namn av C.M. Burton. Hoya wallichii ingår i släktet Hoya och familjen oleanderväxter. Inga underarter finns listade i Catalogue of Life.